# Dolenje Laknice
Dolenje Laknice este o localitate din comuna Mokronog - Trebelno, Slovenia, cu o populație de 61 de locuitori.